# Miquel Bennàssar Bibiloni
Miquel Bennàssar Bibiloni (La Puebla, Baleares, 9 de julio de 1964) es un organista, pianista, clavecinista y concertista español.

## Biografía
Obtiene el diploma de profesor de piano en el Conservatorio de Mallorca, con Margalida Palou. Posteriormente cursa estudios de clavicémbalo y órgano en la Schola Cantorum Basiliensis (Basilea, Suiza), bajo la maestría de Jean-Claude Zehnder, obteniendo el diploma superior de concertista de órgano y de instrumentos de tecla históricos. Posteriormente realiza cursos de perfeccionamiento con varios organistas de prestigio internacional como Rudolf Lutz, José Luis González Uriol, Guy Bovet, Michael Radulescu, Montserrat Torrent y Bernhardt Eskes, entre otros).

## Trayectoria

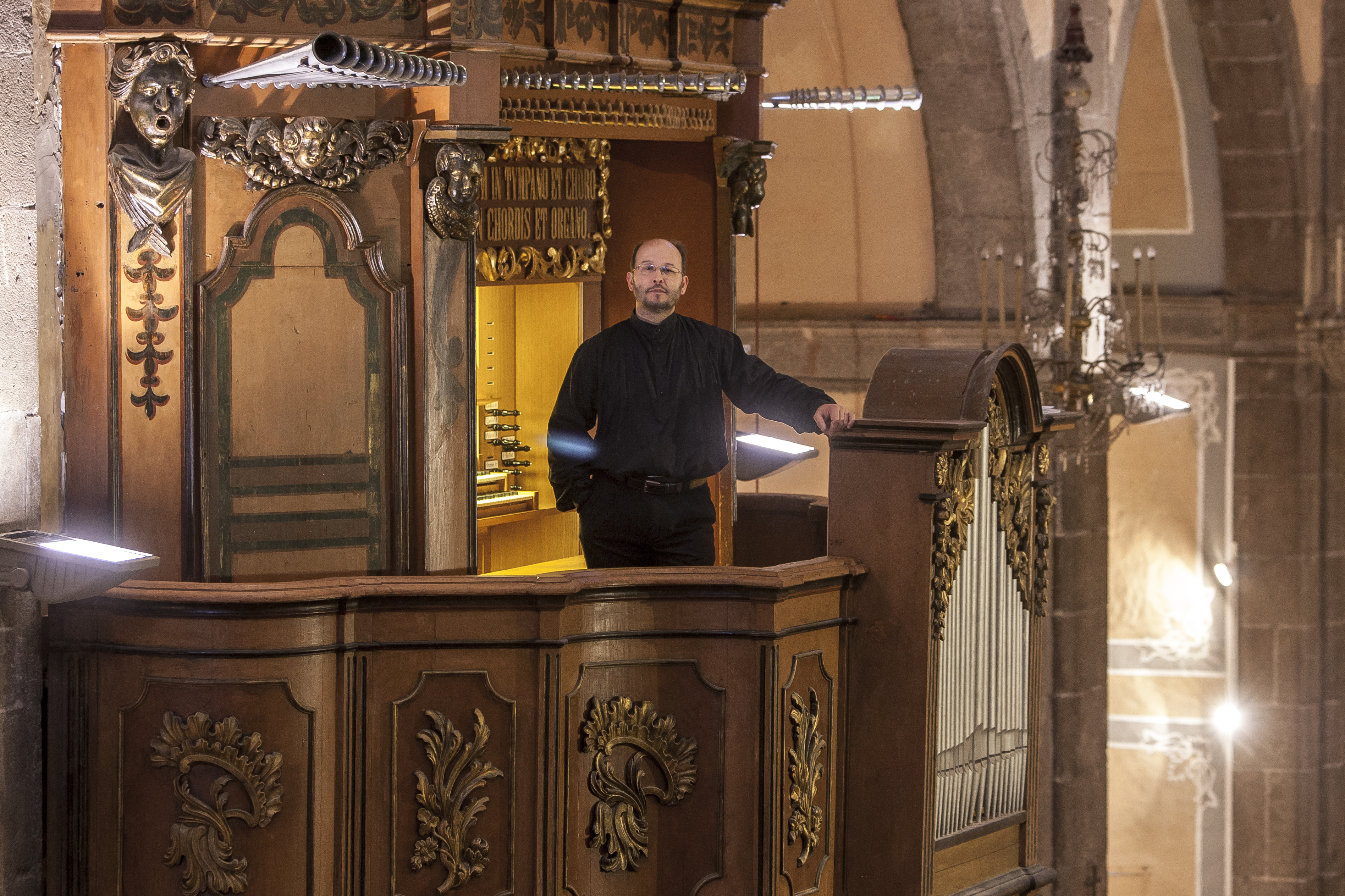
Miquel Bennàssar en el Órgano de San Bartolomé (Alaró)

Su trayectoria profesional ha estado vinculada principalmente al mundo organístico como concertista, docente, divulgador e investigador. Como concertista ha ofrecido recitales de órgano en numerosas ocasiones en toda Europa (Suiza, Italia, Austria, Alemania, etc.), además de toda España y las Islas Baleares.
Su repertorio está especializado en música ibérica y noralemana del Renacimiento y del Barroco, estudiando directamente las fuentes originales. También ha abordado géneros actuales, participando en obras para órgano de compositores actuales como Xavier Carbonell, Marcel Cranc, Carlotta Ferrari, Enric Ferrer, Rosa García Ascot, Xavier Gelabert, Francesco Pedrini y José María Sánchez-Verdú, entre otros.
Ha sido organista titular del órgano del órgano de la Iglesia de San Antonio de Huialfás (La Puebla) entre 1981 y 2011, además de su conservador. Desde 2006 es titular y director artístico del ciclo Els Matins de l'Orgue d'Alaró, celebrado semanalmente en el órgano de la parroquia de Alaró (Mallorca), además de participar en diversas grabaciones para este instrumento.
Como docente fue director de la Escuela de Órgano del Convento de San Francisco (Inca) y organista titular del mismo instrumento. Ha colaborado con la Fundación ACA (Búger), formando parte de su patronato y fue cofundador de la sección Amics de l'Orgue. También ha sido estudioso y divulgador del patrimonio histórico musical de Mallorca, participando como coordinador técnico de proyectos de restauración de órganos históricos y de nueva construcción en la isla.

## Premios y reconocimientos
- Finalista de los Premios Enderrock de la Música Balear (2018) en la categoría al mejor disco de folk.[14]
- Premio Rotary Mallorca de Humanidades del Rotary Club Mallorca (2024).[15][16]